# Монезильо
Монезильо (итал. Monesiglio) — коммуна в Италии, располагается в регионе Пьемонт, в провинции Кунео.
Покровителем коммуны почитается святой апостол Андрей Первозванный, празднование 30 ноября.

## Демография
Динамика населения:

## Администрация коммуны
- Официальный сайт: http://www.comune.monesiglio.cn.it/